# Lower Jaw Glacier
Lower Jaw Glacier är en glaciär i Antarktis. Den ligger i Östantarktis. Nya Zeeland gör anspråk på området. Lower Jaw Glacier ligger 1 752 meter över havet.
Terrängen runt Lower Jaw Glacier är kuperad söderut, men norrut är den bergig. Trakten är obefolkad. Det finns inga samhällen i närheten. 